# Maha Vijaya
Maha Vijaya (sanskrit : महा विजय, ? - ?) ou Ma-kha Bí-cai ( 摩訶賁該 ), est le roi du Royaume de Champā de la XIIIe dynastie Chame. Il règne de 1442 à 1446.

## Contexte
Maha Vijaya est un petit fils de Simhavarman VI et un neveu de Indravarman VI. En  1442 il usurpe le trône de son propre neveu Maha Kali dont il était le régent